# Nunasarnaq

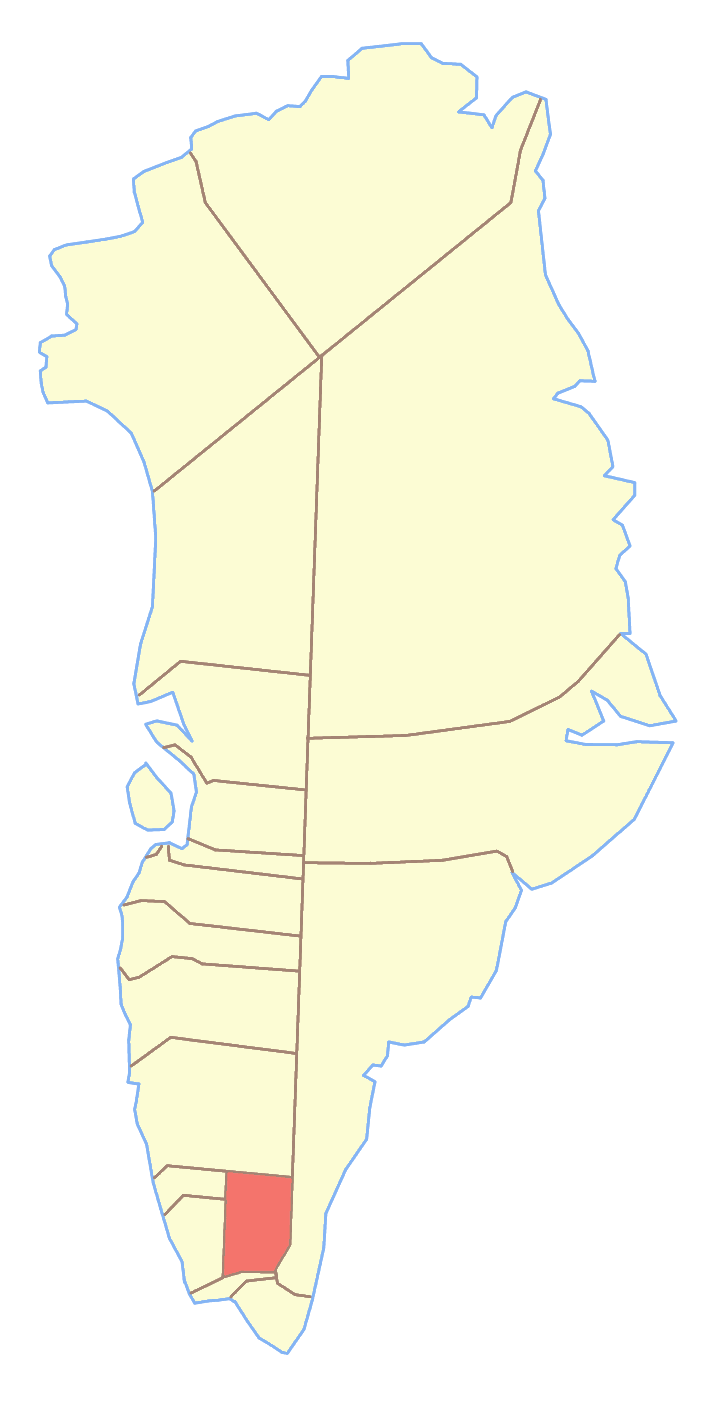
Ex comune di Narsaq, dove si trovava il Nunasarnaq

Il Nunasarnaq (danese: Strygejernet) è una montagna della Groenlandia di 675 m. Si trova a 60°58'N 45°47'O; appartiene al comune di Kujalleq.